# Незабутній 1919 рік
«Незабутній 1919 рік» (рос. «Незабываемый 1919 год») — російський радянський художній фільм відомого радянського кінорежисера грузинського походження Михайла Чіаурелі.

## Сюжет
Історичні дні 1919 року. Над Петроградом нависає загроза іноземної інтервенції. У місті піднімають голову зрадники і провокатори всіх мастей. ЦК партії направляє на фронт Петрограду Йосипа Сталіна…

## Актори
- Павло Молчанов — Володимир Ленін
- Михайло Геловані — маршал Йосип Сталін
- Борис Андреєв — Шибаєв
- Марина Ковалева
- Іван Бобров
- Микола Коміссаров
- Євген Самойлов — Олександр Неклюдов
- Андрій Попов — Микола Неклюдов
- Сергій Лук'янов — Родзянко
- Володимир Кенігсон — Декс
- Віктор Кольцов — Джордж Ллойд
- Л. Корсаков — Вудро Вільсон
- Віктор Станіцин — прем'єр-міністр Великої Британії Вінстон Черчилль
- Михайло Яншин — Буткевич
- Гнат Юра — Жорж Клемансо
- Борис Дмоховський — Егар
- Ангеліна Степанова
- Борис Бібіков
- Сергій Мартінсон — епізод
- Михайло Названов — князь Голіцин
- Сергій Блинников — епізод
- Василь Меркур'їв — епізод
- Віктор Авдюшко — Степан
- Костянтин Сорокін — Глинський
- Володимир Уральський — підпільник

## Нагороди

### Кінофестиваль у Карлових Варах
- Кришталевий глобус 1952 року за фільм «Незабутній 1919 рік»